# Вали Сентер (Канзас)
Вали Сентер (енгл. Valley Center) град је у америчкој савезној држави Канзас.

## Демографија
По попису из 2010. године број становника је 6.822, што је 1.939 (39,7%) становника више него 2000. године.
| Група             | 2000.         | 2010.         |
| Белци             | 4.652 (95,3%) | 6.233 (91,4%) |
| Афроамериканци    | 16 (0,3%)     | 56 (0,8%)     |
| Азијати           | 18 (0,4%)     | 26 (0,4%)     |
| Хиспаноамериканци | 110 (2,3%)    | 313 (4,6%)    |
| Укупно            | 4.883         | 6.822         |